# 6.º Ejército (Alemania)
El 6.º Ejército (en alemán: 6. Armee) alemán participó en la Primera y la Segunda Guerra Mundial dentro del Ejército Imperial y del Heer, respectivamente. Este ejército es conocido por haber sido rodeado y destruido en la batalla de Stalingrado por el Ejército Rojo.

## Primera Guerra Mundial

### Ofensiva francesa de Lorena (Francia): agosto de 1914
El 6.º Ejército fue creado en 1907, siendo el general Colmar von der Goltz su primer inspector general. Antes de estallar la guerra, el coronel general duque Alberto de Wurtemberg fue nombrado inspector general del 6.º Ejército, que se encontraba estacionado en Stuttgart.
En agosto de 1914, el príncipe heredero de Baviera, Ruperto de Baviera, recibió el mando del 6.º Ejército, compuesto por tres Cuerpos de ejército bávaros, un Cuerpo prusiano y otro Cuerpo bávaro en la reserva. El general Konrad Krafft von Dellmensingen fue nombrado Jefe del Estado Mayor del 6.º Ejército.
Esperando una ofensiva francesa en Alsacia y Lorena, denominada Plan XVII, se ordenó a los Ejércitos 6.º y 7.º proteger el flanco izquierdo del frente. Se encargó al príncipe Ruperto contener la ofensiva francesa en su sector, mientras los otros ejércitos alemanes ejecutaban el Plan Schlieffen, pero este persuadió al mariscal Helmuth Johan von Moltke para que les permitiese ejecutar una contraofensiva.
La ofensiva francesa en Lorena se inició el 14 de agosto de 1914, cuando el II Ejército francés, comandado por el general Noël de Castelnau, se acercó a Sarrebourg. Los franceses habían subestimado las fuerzas alemanas en Lorena y no sabían que ocho Cuerpos de ejército alemanes integrados en dos ejércitos les harían frente. Inicialmente, los ejércitos alemanes en Lorena no ofrecieron mucha resistencia, esforzándose en comprometer únicamente el flanco derecho francés, con el objetivo de dificultar el movimiento de tropas enemigas a Bélgica una vez que los Aliados descubrieran la intensidad de la ofensiva alemana en el norte. El 19 de agosto, las fuerzas de Castelnau alcanzaron las líneas defensivas del 6.º Ejército alemán, que empezó a ocasionar fuertes bajas a los franceses. El II Ejército francés tuvo que retroceder hasta Nancy, pero no fue perseguido inmediatamente por los alemanes.
El 20 de agosto, la contraofensiva alemana se desató, y los franceses tuvieron que retirarse al exponerse su flanco derecho. El 6.º Ejército intentó capturar Nancy, cruzando la frontera de aquella época; no obstante, fue detenido. Aunque fracasó la limitada ofensiva alemana, los franceses tuvieron que suspender el Plan XVII. El 25 de agosto, los combates fueron decayendo en intensidad, y se empezaron a construir las primeras trincheras, estabilizándose el frente occidental.

### Bélgica y norte de Francia: junio de 1914 - noviembre de 1918
La batalla del Marne detuvo la ofensiva alemana en el norte y motivó el reemplazo del general Moltke. Para fortalecer una nueva ofensiva desde Bélgica, el nuevo comandante en jefe del Ejército Alemán, Erich von Falkenhayn, decidió disolver los Ejércitos 6.º y 7.º y formarlos de nuevo en el norte, detrás del río Aisne, con el objetivo de fortalecer el flanco derecho alemán. Una vez que el 6.º Ejército fue reorganizado, el príncipe Ruperto y el general Konrad Krafft von Dellmensingen recuperaron sus cargos de Comandante en Jefe y Jefe del Estado Mayor, respectivamente.
Cuando dos cuerpos de infantería y un cuerpo de caballería franceses al mando del general Louis Ernest de Maud'huy intentaron desbordar el frente alemán desde Arras, las fuerzas del 6.º Ejército contraatacaron un poco más al norte de la ciudad. El 5 de octubre, después de ceder Lens y temiendo perder el norte de Francia, el general Ferdinand Foch prohibió a Maud'huy que abandonara Arrás, a pesar de que sus unidades corrían el riesgo de ser aisladas. Aunque las fuerzas del príncipe Ruperto capturaron la cresta de Vimy el 6 de octubre, una posición estratégica para el uso de artillería contra Arras, los franceses conservaron la ciudad. Esa noche, el comandante Falkenhayn ordenó suspender la ofensiva, ya que creía poder desbordar el frente enemigo desde una posición más al norte. De esta manera se dio inicio a un período de la guerra conocido como la carrera al mar, ya que los ejércitos alemanes y aliados intentaron desbordar los flancos del enemigo, moviéndose hacia el mar del Norte.
En la etapa final de la carrera al mar, el 6.º Ejército participó en la primera batalla de Ypres, siendo el flanco izquierdo del ataque contra la Fuerza Expedicionaria Británica que protegía Ypres. Desde entonces, este ejército protegió el sector al sur de Ypres, logrando contener con importantes bajas una serie de ataques británicos, iniciados con la batalla de Neuve Chapelle.
Después de la primera batalla de Ypres, el frente se estancó de nuevo, pero el comandante francés, general Joseph Joffre, decidió reanudar los ataques, puesto que una de las regiones francesas más productivas se encontraba ocupada por los alemanes y era necesario recuperarla por razones económicas. Se ordenó al X Ejército francés, al mando del general Maud'huy, que atacara al 6.º Ejército desde Artois, cerca de la ciudad de Arrás. El 17 de diciembre de 1914 comenzó el ataque, concentrado particularmente en la cresta de Vimy. El clima jugó de parte de los defensores, y el 25 de diciembre Maud'huy disminuyó la intensidad de su ataque, al no obtener resultados apreciables. El 4 de enero de 1915, Maud'huy detuvo completamente la ofensiva.
Los soldados de esta unidad fueron víctimas del primer ataque británico con gas venenoso durante la batalla de Loos, en septiembre de 1915. No obstante, el resultado no fue el esperado y la ofensiva aliada se estancó.
En julio de 1916, el príncipe Ruperto fue nombrado Mariscal de Campo y pasó a comandar el Grupo de Ejércitos Príncipe heredero Ruperto, que incluía al 6.º Ejército. El mes siguiente, el general Ludwig von Falkenhausen reemplazó al príncipe Ruperto como comandante.
El comandante en jefe alemán, Erich Ludendorff, dio indicaciones al general Von Falkenhausen para que implementara una nueva táctica llamada defensa elástica, cuyo objetivo sería entregar ganancias limitadas de terreno en caso de una ofensiva aliada, con el objetivo de que sus líneas de comunicación fueran expuestas. Luego, reservas alemanas contraatacarían, recuperando las posiciones originales y causando daños severos a la vanguardia enemiga.
Para la ofensiva aliada de Arrás de 1917, el mariscal británico Edmund Allenby planificó una ofensiva inicial sobre Vimy, protegida por una serie de colinas conocidas como la cresta de Vimy, donde el Grupo Vimy, subordinado al VI Ejército había formado una línea defensiva. La ofensiva contaba con 170.000 soldados aliados, de los cuales 97.000 eran canadienses.
La 79.ª División de Reserva, formada en Prusia, protegía el sector de Vimy, mientras que la 1.ª División Bávara de Reserva y la 16.ª División Bávara de Infantería defendían sus flancos izquierdo y derecho, respectivamente. El general Von Falkenhausen preparó cinco divisiones adicionales como reserva, pero las colocó muy alejadas del frente, a unos 24 kilómetros, ya que quería protegerlas de la artillería enemiga. Cuando empezó la ofensiva en la madrugada del 9 de abril, la reserva no llegó hasta el día siguiente, cuando casi toda la cresta de Vimy estaba en manos canadienses. Esta derrota motivó la sustitución del general Von Falkenhausen el 28 de abril, en medio de la batalla de Arrás. El general Otto von Below, que se encontraba en Macedonia, lo reemplazó.
En julio, los aliados prepararon una ofensiva sobre Flandes, pero los preparativos no pasaron desapercibidos a los alemanes, que empezaron a fortalecer el IV Ejército a expensas de otras unidades. El VI Ejército envió 10 divisiones al norte
El 9 de septiembre de 1917, el general Below recibió el mando del XIV Ejército austríaco en el frente de Italia. Lo sustituyó el general Ferdinand von Quast.
El general Quast mandó a sus hombres durante la operación Georgette al sur del río Lys, cuyo objetivo era romper el frente en este punto con la ayuda del 4.º Ejército, para separar a los I y II Ejércitos británicos en abril de 1918. La captura de Hazebrouck causaría el descalabro del sistema ferroviario que comunicaba a los ejércitos británicos, y probablemente estas fuerzas se verían obligadas a retirarse de Ypres. Para lograr este objetivo, el 6.º Ejército contaba con 1.686 piezas de artillería, que sumadas a las 522 del IV Ejército, superaban numéricamente a los 511 cañones del I Ejército británico. El 9 de abril el 6.º Ejército inició la ofensiva, llegando a disparar 1,4 millones de proyectiles en el primer día. Las fuerzas del general Quast lograron llegar hasta Armentières, aplastando a dos divisiones portuguesas en el camino, y junto con el IV Ejército del general Sixt von Armin abrieron una brecha de casi 50 kilómetros de ancho en el frente. Sin embargo, Hazebrouck no pudo ser conquistada, y el 6.º Ejército fue detenido muy cerca de la población. El mariscal Erich Ludendorff decidió entonces dar prioridad a la ocupación del monte Kemmel, objetivo del IV Ejército. Dicha colina fue conquistada el 25 de abril, pero su captura no cambió el curso de la batalla. El 29 de abril Ludendorff suspendió la operación Georgette, cuando las unidades del 6.º Ejército se hallaban a menos de 10 kilómetros de Hazebrouck. Al principio de la ofensiva de Lys, el general Quast recibió las Hojas de Roble para la Pour le Mérite, que había recibido en 1916.
A mediados de octubre, el 6.º Ejército retrocedió detrás del río Escalda, como consecuencia de una ofensiva aliada desde Flandes, que había obligado al IV Ejército, al norte, a cruzar el Lys.
A mediados de noviembre, después de la ofensiva de los Cien Días, el 6.º Ejército se encontraba detrás de Gante. Tras la firma del armisticio de Compiègne, retrocedió organizadamente hacia Alemania, donde fue desmovilizado al finalizar el año.

## Segunda Guerra Mundial
Después de haber participado en la invasión alemana de Polonia de 1939, el X Ejército, al mando del general Walter von Reichenau, fue trasladado al frente occidental el 10 de octubre de 1939 y renombrado como el 6.º Ejército. El general Von Reichenau continuó al frente de esta fuerza, con el general Friedrich Paulus como su jefe de Estado Mayor. Hasta el inicio de la batalla de Francia el 6.º Ejército estuvo resguardando la frontera alemana alrededor de Cléveris.

### Campaña en Francia y Bélgica: mayo - julio de 1940

Ruta seguida por el 6.º Ejército durante la batalla de Francia entre mayo y junio de 1940.

Para la campaña de Francia, el 6.º Ejército fue asignado el Grupo de Ejércitos B, al mando del Generaloberst Fedor von Bock. Los hombres de Von Reichenau recibieron la tarea de ocupar el norte de Bélgica, pasando por territorio neerlandés a la altura de Maastricht para luego dirigirse al Suroeste, hacia Namur y Lieja, donde se alzaba un sistema de fuertes belgas. No obstante, al sur de Maastricht, en el punto donde confluyen el canal Alberto y el río Mosa, se alzaba el fuerte Eben-Emael, el orgullo del sistema defensivo belga, con una guarnición permanente de 1.200 hombres. Para asegurar el avance rápido de los hombres del general Von Reichenau, se exigía neutralizar Eben-Emael y proteger los puentes que cruzaban el canal Alberto.
Para asegurar el paso del 6.º Ejército a través del canal Alberto, se entrenó un grupo selecto de paracaidistas para que descendieran en planeadores en las primeras horas del 10 de mayo de 1940 y neutralizaran a los equipos de demolición belgas que cuidaban los puentes. Los silenciosos planeadores no fueron detectados por los defensores de Eben-Emael, y sus tripulantes salieron de sus transportes a las 4:20 de la madrugada sin su comandante, Rudolf Witzig, que sufrió un retraso. Al mediodía del día siguiente, la fortaleza se rindió y toda resistencia organizada en el canal desapareció. Sin embargo, los puentes en Maastricht fueron volados con dinamita, aunque los ingenieros alemanes improvisaron un pontón sobre las ruinas y a las 4:30 de la madrugada del 11 de mayo, los panzer de Von Reichenau empezaron a cruzar el Mosa. Los Aliados enviaron un escuadrón de bombarderos Fairey Battle a destruir los puentes en manos alemanas, pero la defensa antiaérea del VI Ejército y la Luftwaffe frustraron sus planes.
El primer día del ataque alemán, el gobierno de Bélgica invitó a los británicos y franceses a entrar en su territorio, acción que estos últimos habían previsto, y se dirigieron al río Dyle a establecer una línea defensiva allí. Lamentablemente para ellos, estas acciones también habían sido previstas por los alemanes. Sin embargo, no fue hasta el 12 de mayo cuando los tanques de las 3.ª y 4.ª Divisiones Panzer encontraron resistencia considerable en el sector de Hannut y Gembloux por parte de un Cuerpo de ejército francés.
Los Aliados consideraron que el ataque del 6.º y 18.º Ejércitos a través de Bélgica y los Países Bajos constituía el grueso del ataque alemán, y las enormes distancias cubiertas por la infantería de Von Reichenau en poco tiempo convencieron los oficiales aliados de que esta fuerza enemiga contaba con el grueso de los tanques. Las fuerzas del 6.º Ejército recibieron la orden de sostener fuertes combates con la línea defensiva aliada en el Dyle, orden que fue ejecutada exitosamente los primeros días.
El 13 de mayo el general Franz Halder, jefe del Estado Mayor, escribió en su diario:

Al norte de Namur hemos contabilizado una concentración de unas 24 divisiones británicas y francesas, y unas 15 divisiones belgas. Contra esto, nuestro 6.º Ejército tiene 15 divisiones en el frente y 6 en la reserva... Somos lo suficientemente fuertes allí para repeler cualquier ataque enemigo. No hay necesidad de traer refuerzos.

La confianza alemana ante la superioridad numérica enemiga no sólo radicaba en la calidad de las tropas, sino en el plan de ataque alemán, ya que en esos momentos el Grupo de Ejércitos A, con el grueso de los tanques alemanes, estaba cruzando las Ardenas para cortar las líneas de comunicación y abastecimiento aliadas.
En efecto, cuando los Aliados detectaron que las fuerzas del 6.º Ejército no poseían el grueso de los tanques, el grupo que cruzaba las Ardenas estaba atravesando el río Mosa por Sedán. Por último, las fuerzas aliadas fueron cercadas alrededor de Dunkerque junto con las tropas belgas.
En la mañana del 28 de mayo, el rey Leopoldo III de Bélgica rindió su nación incondicionalmente, en una ceremonia en la que estuvo presente el general Walther von Reichenau. La salida de Bélgica de la guerra significó la ruptura del frente al norte de Dunkerque, formándose un vacío entre Ypres y el canal de la Mancha, vacío que fue aprovechado por el 6.º Ejército, que después de haber eliminado los fuertes entre Namur y Lieja, había pasado a presionar el cerco aliado desde Flandes y Lille.
Al finalizar la batalla de Dunkerque, el 6.º Ejército avanzó junto con el resto de las fuerzas alemanas hacia Francia, al sur, acercándose a las posiciones defensivas al este de París a mediados de junio. No obstante, este ejército no entró en la ciudad, y en su lugar continuó bajando por Francia, rodeando a Orleans el 16 de junio.
El 6.º Ejército llegó a la línea de demarcación a finales de junio. Dicha línea separaba la Francia ocupada de la Francia desmilitarizada.

### Operación León Marino(Gran Bretaña): julio-septiembre de 1940

Operación León Marino: se observa la ruta que el 6.º Ejército debía seguir por el oeste de Gran Bretaña.

El 2 de julio de 1940, el 6.º Ejército fue enviado al norte de Francia, alrededor de Cherburgo, en espera de la ejecución de la operación León Marino, cuyo objetivo era la invasión del Reino Unido.
Se planificó el desembarco de tres divisiones del 6.º Ejército, al mando de Von Reichenau, que había sido ascendido a Mariscal de Campo después de la campaña de Francia. El desembarco se realizaría en la bahía de Lyme, entre Lyme Regis y Weymouth. Estas tres divisiones avanzarían hacia Brístol, aislando a Cornualles y Devon. Una vez que estos objetivos estuviesen asegurados, se continuaría avanzando hacia el Norte, siguiendo el río Severn, con el objetivo de aislar a Gales.
No obstante, la invasión de Gran Bretaña se encontraba sujeta a la superioridad marítima británica en el canal de la Mancha, y luego de que la Batalla de Inglaterra no arrojara los resultados deseados por los alemanes, la operación se suspendió. No obstante, el 6.º Ejército continuó operando en el norte de Francia, realizando labores de patrullaje en la costa.
El jefe de Estado Mayor del 6.º Ejército, teniente general Friedrich Paulus, fue enviado a la OKW para que participase en la planificación de la operación Barbarroja, la invasión de la Unión Soviética. Fue reemplazado por el Oberst (coronel) Ferdinand Heim.

### Operación Barbarroja(Unión Soviética): junio de 1941 - enero de 1942
Para la invasión de la Unión Soviética, el 6.º Ejército Alemán fue asignado al Grupo de Ejércitos Sur, comandado por el
mariscal de campo Gerd von Rundstedt. El 6.º Ejército cubría el flanco norte de este Grupo, ya que el 2.º Grupo Panzer al norte, pertenecía al Grupo de Ejércitos Centro. Con el 1.º Grupo Panzer (post. 1.º Ejército Panzer) al sur, las fuerzas de Von Reichenau no contaban con muchas unidades blindadas, y al igual que en Francia, la mayoría de sus divisiones eran de infantería.
Al noroeste del Grupo de Ejércitos Sur se encontraba el Frente Suroeste al mando del General-Polkovnik Mijaíl Kirponos. El 5.º Ejército soviético, al mando de Mijaíl Potapov, era la fuerza que se oponía directamente a las fuerzas de Von Reichenau. Esta fuerza enemiga era muy importante, ya que incluía al XXII Cuerpo Mecanizado, y se encontraba localizada en las marismas del Pripet, un área considerada no apta para los tanques por los alemanes.

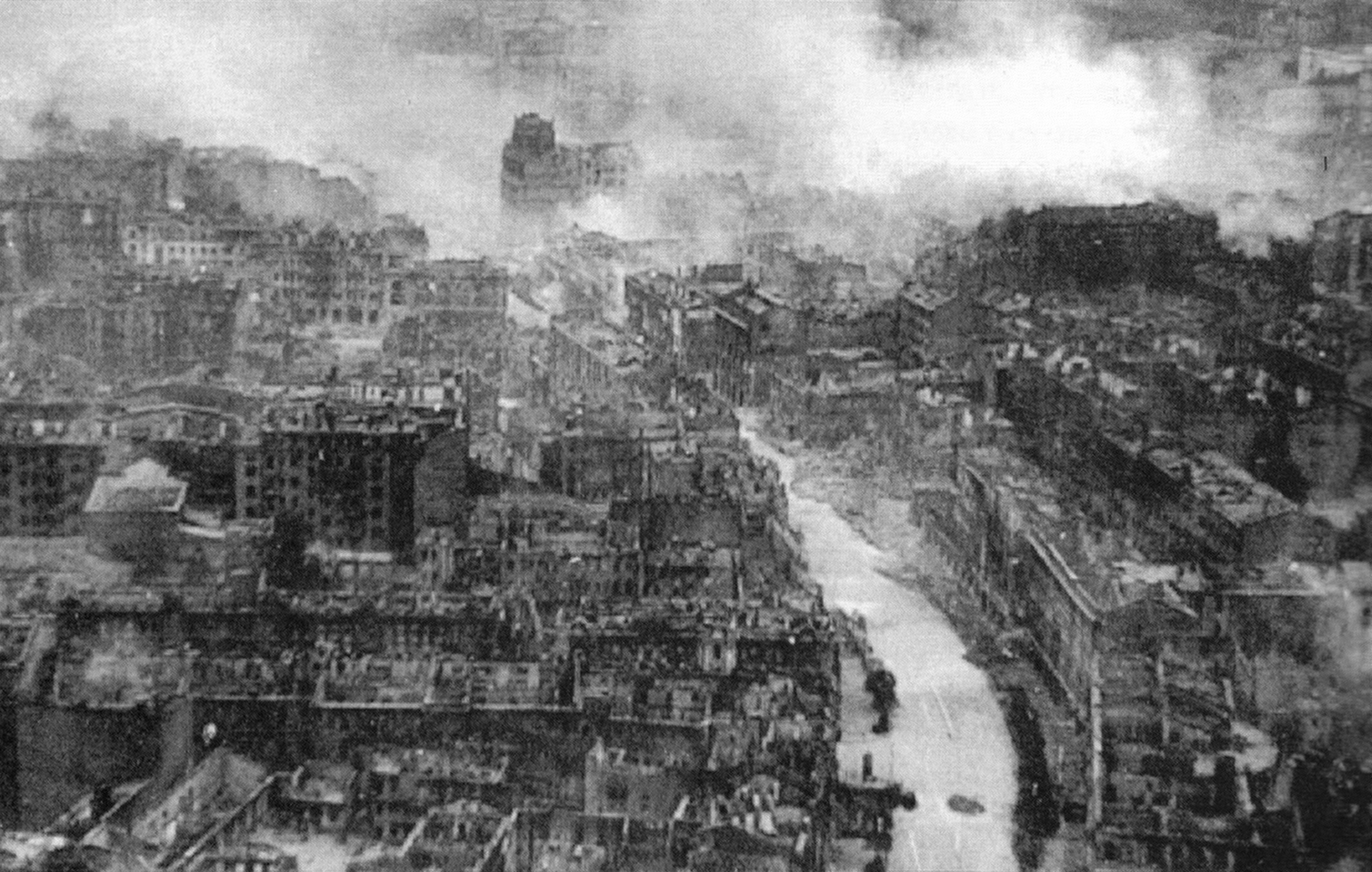
Kiev fue capturada por unidades del 6.º Ejército en septiembre de 1941.

La invasión inició el 22 de junio de 1941, y la acción del 6.º Ejército en la etapa inicial fue limitada a abrir una brecha en la línea defensiva Stalin, que fue cruzada por el 1.º Grupo Panzer. El 5.º Ejército soviético logró entonces mantener sus posiciones en el Pripet, y atacó el flanco izquierdo del 1.º Grupo Panzer, que debía ser protegido por el 6.º Ejército. Para el 13 de julio, ambos ejércitos alemanes se encontraban a unas decenas de kilómetros de Kiev, sin embargo, el Frente Suroeste de Kirponos continuó resistiendo en la zona. En efecto, la captura de Berdičev significó la separación entre el Frente Suroeste y el Frente Sur, y mientras los frentes vecinos retrocedían, se formó un saliente en Kiev gracias a la hábil defensa del 5.º Ejército soviético.
El 16 de septiembre, los flancos derecho e izquierdo del Frente Suroeste fueron rebasados, y los 1.º y 2.º Grupos Panzer atraparon a cuatro ejércitos soviéticos al norte de Kiev, incluyendo al 5.º Ejército. El 6.º Ejército se dedicó entonces a limpiar la bolsa de Kiev de soldados soviéticos, entregando a judíos y a los comisarios políticos a los temidos Einsatzgruppen y a la Feldgendarmerie (Policía Militar alemana o Policía de Campaña). (véase Babi Yar).
A finales de septiembre, el 6.º Ejército continúa su recorrido hacia el Este, intentando alcanzar el Donets. La partida del 2.º Grupo Panzer hacia la batalla de Moscú, deja al Grupo de Ejércitos Sur con insuficientes tanques para mantener el paso acelerado que llevaban. El Frente Suroeste soviético fue reorganizado bajo el mando del mariscal Semión Timoshenko, quien enfocó sus fuerzas en el sur de Ucrania, contra el 1.º Ejército Panzer de Ewald von Kleist. Más al norte, el 6.º Ejército rodeó Járkov a mediados de octubre, y la Stavka soviética ordenó su inmediata evacuación, aprendiendo del error cometido en Kiev. El 24 de octubre, tropas alemanas entraron en la ciudad.
Siguiendo su línea de admiración hitleriana, el 10 de octubre, el general Von Reichenau emitió la llamada Orden de la Severidad al 6.º Ejército, donde les recuerda a sus hombres que su deber es:

Liberar a los alemanes de la amenaza judío-asiática para siempre.

El 6.º Ejército permaneció en el triángulo formado por Kursk, Járkov y Bélgorod el resto del año; no obstante, importantes acontecimientos ocurrieron mientras tanto.
Un contraataque de Timoshenko al sur de Ucrania ocasionó el primer retroceso alemán en la guerra, y la pérdida de Rostov del Don, que ya estaba en manos alemanas. El general Von Rundstedt se excusó argumentando la superioridad numérica enemiga, pero Hitler no se dejó convencer. El 30 de noviembre, después de que Von Rundstedt hubiera solicitado la retirada del 1.º Ejército Panzer detrás del río Mius, ordenó que fuera relevado de su mando debido a que no confiaba en él. El mariscal Von Rundstedt fue relevado de inmediato y el mariscal Von Reichenau recibió el mando del Grupo de Ejércitos Sur, conservando el mando del 6.º Ejército.
En la primera semana de diciembre, el  mariscal Von Reichenau se reunió con Hitler en Poltava, donde lo convenció de su incapacidad para ejercer dos mandos simúltaneamente. Sugirió entonces a su antiguo Jefe de Estado Mayor, el teniente general Paulus, y en el Año Nuevo de 1942, este último recibió el mando del 6.º Ejército, con un cuarto de millón de hombres, sin haber comandando siquiera una división.
El apoyo que el General der Panzertruppen Paulus esperaba recibir del mariscal Von Reichenau se esfumó el 12 de enero, cuando este sufrió un ataque cardíaco en Poltava, del que murió cinco días después.

### Operación Azul(Unión Soviética): mayo - septiembre de 1942
En enero de 1942, los Cuarteles Generales del 6.º Ejército fueron trasladados a Járkov, siendo este el principal objetivo de una nueva ofensiva planificada por el mariscal Timoshenko. Si bien la ofensiva soviética logró avanzar en el sur, formando un saliente de 100 kilómetros, la falta de recursos y tropas de reserva la condenó al fracaso dos meses después. Las acciones del general Paulus durante estos meses no fueron bien vistas por el mariscal Von Bock, y estuvo cerca de perder el mando. El general Halder logró mantener al general Paulus en su puesto, sin embargo, su Jefe de Estado Mayor, mayor general Heim, fue reemplazado por el coronel Arthur Schmidt.
Con el frente estancado en el norte, Hitler buscó relanzar su ofensiva en el sur, esta vez dirigida hacia el Cáucaso. Antes de esto, fue necesario ejecutar la Operación Federico, que buscaba eliminar el saliente formado por Timoshenko en enero. La siguiente fase, Operación Azul, involucraba a todo el Grupo de Ejércitos Sur, que contaba con un número insuficiente de tropas para cubrir un área tan extensa de operaciones. Al igual que el año anterior, se subestimaron las reservas enemigas, un error que resultaría ser fatal para todo el 6.º Ejército.
El 12 de mayo, seis días antes del inicio de la Operación Federico, se desencadenó una nueva ofensiva del mariscal Timoshenko, esta vez con 640.000 soldados, 1.200 tanques y casi 1.000 aviones El objetivo de esta ofensiva era rodear al 4.º Ejército Panzer y al 6.º Ejército, utilizando como base el saliente formado en Barvenkovo en enero.
El mariscal Von Bock envió entonces al 1.º Ejército Panzer hacia el Norte, con el objetivo de rodear el saliente de Barvenkovo con la ayuda de las fuerzas del general Paulus. En efecto, el 22 de mayo, el VIII Cuerpo del 6.º Ejército se reunió con las fuerzas del 1.º Ejército Panzer, y el cerco en Barvenkovo quedó completo. El 6.º Ejército y el 57.º Ejército soviéticos fueron atrapados, lo que significó la captura de 240.000 soldados enemigos. El general Paulus recibió la Cruz de Caballero por sus acciones en la Segunda Batalla de Járkov, aunque la Stavka determinó que la principal causa de esta nueva derrota soviética se debió a errores de inteligencia militar y a la falta de coordinación de frentes.
La ofensiva alemana del verano de 1942 sería hacia el Sur, hacia Maikop y Grozni, importantes centros petrolíferos en el Cáucaso. La primera fase de la ofensiva incluía la participación del 6.º Ejército, que debería avanzar desde la línea Belgorod-Járkov hacia el río Don, en el Sureste, y de allí se dirigiría al Volga. Un cuerpo del 6.º Ejército, el XXIX, acompañaría al 4.º Ejército Panzer, al norte, hacia Vorónezh. Luego, este ejército acorazado bajaría en una línea paralela al Don y ayudaría al 6.º Ejército a cortar la retirada de las fuerzas de Timoshenko, que intentaría cruzar el río en su retirada. Luego, el Grupo de Ejércitos Sur se dividiría en dos grupos: A y B, estando incluidos en este último el 6.º Ejército y el 4.º Ejército Panzer. Estos dos ejércitos se dirigirían hacia el Volga, donde destruirían las fábricas de armas en Stalingrado y asegurarían el flanco este del Grupo A que avanzaría por el Cáucaso. Antes de iniciar el avance, el 6.º Ejército y el 1.º Ejército Panzer lanzaron una pequeña ofensiva el 10 de junio para asegurar el cruce en diversos puntos del Donets.
Por su parte, Stalin estaba convencido de que la ofensiva alemana sería contra Moscú de nuevo, y no cambió de opinión ni siquiera cuando un avión alemán con documentos de la Operación Azul se estrelló detrás de las líneas rusas, el 19 de junio. Stalin catalogó a dichas pruebas como una falsificación y siguió insistiendo en la inminente ofensiva alemana en el Norte.
El 28 de junio comenzó la Operación Azul con un ataque hacia Vorónezh. El grueso del 6.º Ejército no avanzó hasta dos días después, con el 2.º Ejército húngaro y el 1.º Ejército Panzer cuidando sus flancos izquierdo y derecho respectivamente. El 5 de julio, a pesar de que la ofensiva alemana ya estaba alcanzando Vorónezh, la Stavka continuaba insistiendo en la ofensiva contra la capital rusa, argumentando que desde Vorónezh las fuerzas alemanas girarían hacia el Norte.
Para el 13 de julio el frente al sur de Rusia había sido desbordado y el 6.º Ejército se dirigió hacia el río Don, con el objetivo de ayudar a cercar las fuerzas del mariscal Timoshenko que se retiraban desde Rostov del Don. Impaciente, Hitler ordenó que el XL Cuerpo Panzer del 6.º Ejército fuese enviado al 4.º Ejército Panzer a ayudar a cerrar una trampa en Mílerovo, mientras que 6.º Ejército avanzó solo hacia el río Don. El 17 de julio la bolsa de Mílerovo fue cerrada, pero solo se capturaron unas unidades del 9.º y 38.º Ejércitos soviéticos. El hecho de que tan pocos prisioneros de guerra fuesen capturados por los alemanes era un indicio de la nueva madurez militar soviética, que estaba permitiendo la retirada estratégica de sus tropas, aprendiendo de los errores de 1941.
El 23 de julio, Rostov cayó. Este éxito motivó la emisión de la Directiva del Führer N.º45, que cambiaba el orden de ejecución de la Operación Azul. Se ordenaba que el Grupo de Ejércitos A ya no debía esperar a que el Grupo B asegurara el Volga para avanzar hacia el Cáucaso, sino que ambos objetivos se tomarían simultáneamente. El 6.º Ejército, ayudado por el XXIV Cuerpo Panzer del 4.º Ejército Panzer, avanzaría solo hacia Stalingrado, y tomaría la ciudad. Luego, enviaría unidades motorizadas hacia Astracán. Este cambio de planes fue interpretados por algunos generales alemanes como un símbolo inequívoco de que las fuerzas soviéticas estaban al borde de la derrota, ya que el área a cubrir era demasiado extensa, y no se disponía de suficientes tropas para resguardar los flancos exitosamente. Además, los problemas de abastecimiento ya eran latentes: durante el cerco de Rostov, el 6.º Ejército había suspendido su avance durante diez días debido a falta de suministros.
El 22 de julio, el teniente general Vassili Gordov había reemplazado al mariscal Timoshenko como comandante del recién nombrado Frente de Stalingrado. Dos ejércitos, el 62.º y el 64.º, ya estaban ubicados detrás del río Chir, y al día siguiente entraron en combate con el 6.º Ejército. En aquel momento el 64.º Ejército se encontraba al mando del teniente general Vassili Chuikov. El establecimiento de cabezas de puente en la orilla oriental del Don por el 6.º Ejército no pudo ser evitado por las fuerzas soviéticas, y el teniente general Gordov fue reemplazado por Yeriómenko, quien recibió un mando dividido, ya que el norte del Frente de Stalingrado fue designado Frente del Don.
En agosto, el 6.º Ejército se detuvo frente al Don, para acumular suministros y para permitir que el 3.º Ejército rumano se dirigiera al flanco norte. Debido a la falta de tropas alemanas, ejércitos aliados de Alemania fueron destinados a proteger los flancos del 6.º Ejército: rumanos, húngaros e italianos. Estas tropas de inferior calidad y desprovistas de defensas antitanque determinarían el futuro del 6.º Ejército en los siguientes meses.
El 23 de agosto, el 6.º Ejército cruzó el Don hacia Stalingrado, que estaba sufriendo un intenso bombardeo. El 4.º Ejército Panzer había sido enviado hacia Stalingrado para ayudar al 6.º Ejército, después de que inicialmente fuese destinado al Sur.
A mediados de septiembre, las tropas alemanes alcanzaron el monte Elbrus en el Cáucaso. A pesar de que la propaganda alemana se hizo eco de esta hazaña, lo cierto es que la Operación Azul ya había fracasado. Simplemente, Alemania no contaba con suficientes tropas en el Cáucaso para cubrir toda el área, y posteriores contraataques soviéticos les obligarían a entregar el territorio ganado. Sin una victoria a mano para justificar las pérdidas, la presión de la operación cayó sobre el 6.º Ejército alemán, que estaba intentando tomar Stalingrado.

### Stalingrado (Unión Soviética): septiembre de 1942 - febrero de 1943

#### Lucha por la ciudad
La lucha del 6.º Ejército alemán contra los ejércitos soviéticos ha sido inmortalizada en varios libros, documentales y películas, debido a la brutalidad de la misma. Los temores de algunos oficiales alemanes de que su ejército no contaba con suficientes reservas para continuar manteniendo el Frente Oriental fueron confirmados en Stalingrado, con la destrucción del sexto ejército.
El 21 de agosto, la infantería del LI Cuerpo al mando del general Von Seydlitz cruza el Don, y empieza a asegurar las cabezas de puente para el cruce del XIV Cuerpo Panzer del general Von Wietersheim. Al mediodía del día siguiente los pontones sobre el Don están terminados y la 16.ª División Panzer recibe el honor de liderar el avance hacia Stalingrado. Por órdenes de Hitler, la 4.ª Flota Aérea, al mando del coronel general Von Richthofen, debía emplear sus 1.200 aviones en el Frente de Stalingrado.
A las 4 de la tarde del 23 de agosto, la vanguardia de la 16.ª División Panzer divisó el Volga, así como Stalingrado, que estaba en llamas luego de que la Fuerza Aérea alemana la hubiera bombardeado esa mañana, matando 40.000 personas.
El rápido avance del 6.º Ejército hacia el Volga había creado un flanco izquierdo expuesto de más de 560 kilómetros hasta Vorónezh, protegido por los ejércitos 2.º húngaro, 8.º italiano y 3.º rumano. En el flanco derecho, menos expuesto, estaba el 4.º Ejército rumano, mientras que el 4.º Ejército Panzer avanzaba desde el Suroeste hacia Stalingrado.
El 6.º Ejército entró entonces solo a Stalingrado, ya que el envío del 4.º Ejército Panzer al Cáucaso y la posterior reversión de esa orden significó que los cuerpos IV y XLVIII Panzer llegaron tarde a la lucha en el Volga, teniendo que enfrentar el grueso de las fuerzas de Yeriómenko, que estaban colocadas al sur de Stalingrado. Superado numéricamente, el XIV Cuerpo Panzer logró repeler un contraataque al norte de tres ejércitos soviéticos, uno de ellos el 1.º Ejército de Tanques. Al mismo tiempo, la infantería del 6.º Ejército siguió empujando a los ejércitos enemigos 62.º y 64.º hacia la ciudad y hacia el Volga.
El 3 de septiembre el LI Cuerpo del 6.º Ejército enlazó con el 4.º Ejército Panzer, y Stalingrado quedó cerca en el oeste del Volga. El 11 de septiembre el mariscal Wilhelm List, comandante en el Cáucaso, le indicó a Hitler que no contaba con suficientes tropas para asegurar sus objetivos en esa área, razón por la cual fue removido del mando de inmediato. Habiéndose perdido los pozos petrolíferos en el Sur, la mirada de Hitler se enfocó en el 6.º Ejército en Stalingrado, y en su comandante Friedrich Paulus, que empezó a desarrollar un terrible 'tic' en su ojo izquierdo por la presión ejercida sobre él.
El 13 de septiembre el general Chuikov recibió el mando del 62.º Ejército de manos de Nikita Jrushchov y Andréi Yeriómenko, con la orden de defender Stalingrado del 6.º Ejército y el 4.º Ejército Panzer hasta la muerte. Ese mismo día, las divisiones de infantería 71.ª, 76.ª y 295.ª avanzaron hacia la ciudad, defendida por 20.000 hombres de Chuikov. También ese mismo día la 71.ª División llegó al centro de la ciudad, pero un contraataque de la 13.ª División de Fusileros de la Guardia preservó el embarcadero central, punto vital para mantener abastecida la ciudad. De esta división soviética, solamente 320 hombres de los 10 000 iniciales sobrevivieron a la batalla.
El ataque del 6.º Ejército contra Stalingrado fracasó, y muy pronto se inició una brutal lucha callejera llamada Rattenkrieg, o "guerra de ratas". Paulus estaba bajo mucha presión en aquella época, ya que aunque contaba con un tercio de millón de hombres bajo su mando, no lograba tomar la ciudad. Peor aún, las bajas se incrementaban rápidamente y sólo contaba con una división en la reserva.
El 25 de septiembre se inició otra ofensiva alemana. Esta vez el esfuerzo principal estaba dirigido hacia el norte del Mamáyev Kurgán, la colina que domina la ciudad. Las divisiones alemanas comprometidas con este ataque llegaron al complejo de la Fábrica Octubre Rojo, pero los soviéticos siguieron recibiendo refuerzos que disminuyeron el ritmo alemán. La lucha continuó hasta la primera semana de octubre, y el 6.º Ejército continuó desangrándose lentamente, incapaz de derrotar al 62.º Ejército enemigo, que a pesar de sufrir más bajas era abastecido continuamente con tropas frescas. Para el 8 de octubre eataba claro que la ofensiva alemana se había estancado, por lo que Paulus recibió la orden de preparar otra ofensiva para el 14 de octubre a más tardar.
La nueva ofensiva alemana empezó el 14, y el objetivo era la fábrica de tractores Dzerzhinski y la fábrica de munición Barrikady. Dos días después casi toda Dzerzhinski estaba en manos de los invasores, que se dirigieron hacia Barrikady. No obstante, tanto Barrikady como Fábrica Octubre Rojo resistieron la nueva embestida alemana, y en los primeros días de noviembre se dieron los últimos intentos de mantenerla, aunque la presión en el frente fue continua.
El 11 de noviembre el 6.º Ejército hizo un nuevo intento de tomar la ciudad, no obstante, las principales divisiones panzer en la ciudad, la 14.ª y la 24.ª, se encontraban debajo de su tamaño regular y sus comandantes temían por la esperada contraofensiva soviética de invierno.

#### Cerco y destrucción
El 13 de septiembre, ya iniciada la toma por la ciudad, fue presentada a Stalin la Operación Urano, ideada por los generales Alexander Vasilevski y Gueorgui Zhúkov. Estos tomaron en cuenta las reservas soviéticas y los flancos expuestos del 6.º Ejército, concentrado en tomar Stalingrado. Los generales propusieron a Stalin una guerra de desgaste en la ciudad, entregando solamente las reservas necesarias para mantener la ciudad. Mientras tanto, se acumularían tropas frescas en los flancos del ejército invasor, al que finalmente lo rodearían por sorpresa, haciendo gala de una aplastante superioridad numérica. Esa noche, Stalin aprobó la operación, y en efecto, el destino del ejército del general Paulus quedó sellado.
El plan de cerco del 6.º Ejército consistía en un ataque principal a unos 160 km al oeste de Stalingrado, en un sector defendido por el 3.º Ejército rumano. También se planificó un segundo ataque a la retaguardia del XI Cuerpo, que se encargaría de formar un segundo cerco interno. Por último, un tercer brazo avanzaría desde el sur de Stalingrado, y se encontraría con el primer brazo en Kalach. Este cerco atraparía al 3.º Ejército alemán y parte del 4.º Ejército Panzer. En total, tres frentes soviéticos se encontraban involucrados en la operación: Suroeste, Don y Stalingrado, comandados por los generales Nikolái Vatutin, Konstantín Rokosovski y Andréi Yeriómenko respectivamente, con un total de 1 143 000 soldados y 894 tanques, apoyados por más de 1000 aviones.
El ataque se inició el 19 de noviembre por el Frente Suroeste. El 3.º Ejército rumano no contaba con suficiente armamento antitanque para hacer frente al 5.º Ejército de Tanques enemigo, y fue superado rápidamente. El 28 de noviembre el cerco se cerró al encontrarse los cuerpos soviéticos XXVI de Tanques y IV Motorizado. El 30 de noviembre el cerco interno fue realizado y el 6.º Ejército, unos 330 000 hombres encuadrados en 22 divisiones, fue atrapado junto con tropas rumanas y un cuerpo del 4.º Ejército Panzer.
El general Paulus fue criticado después por su falta de iniciativa, al no haber intentado romper el cerco en esta etapa inicial del mismo. No obstante, las órdenes de Hitler respecto a conservar Stalingrado eran bastante claras como para ser desoídas. Además, la falta de combustible y municiones disminuían bastante las probabilidades de éxito de un intento de escape del 6.º Ejército sin apoyo externo.
El apoyo externo llegó poco después, cuando el general Erich von Manstein fue designado Comandante en Jefe del recién formado Grupo de Ejércitos Don, cuyo objetivo no era liberar a Paulus y a sus hombres, sino crear un corredor para mantenerlos abastecidos. Mientras tanto, el comandante de la Luftwaffe, Hermann Goering, iniciaba los arreglos para abastecer por aire al 6.º Ejército, habiendo prometido a Hitler poco antes que la Luftwaffe era capaz de hacerlo. Sus oficiales le aseguraron que solamente podrían entregar 350 toneladas diarias, siempre y cuando no hubiese pérdidas de aviones y el clima fuera bueno, algo impensable al inicio del invierno ruso. No obstante, Goering le aseguró a Hitler que sí era posible realizar esta hazaña, a pesar de que el 6.º Ejército requería unas 700 toneladas diarias.
El 24 de noviembre, Hitler declaró a Stalingrado una "fortaleza" (Festung Stalingrad). Sin un correcto abastecimiento, con mal clima e inferioridad numérica, el destino del 6.º Ejército dependía del contraataque del Grupo de Ejércitos Don del general Von Manstein.
La Operación Tormenta de Invierno, como Manstein llamó a su ofensiva, se vio comprometida por el lanzamiento de la Operación Saturno soviética, que afectaba al 8.º Ejército italiano y al flanco norte del Grupo de Ejércitos Don, implicando también a un Cuerpo Panzer. El 12 de diciembre el LVII Cuerpo Panzer atacó hacia Stalingrado, llegando a avanzar 80 km en doce días. La última esperanza del 6.º Ejército quedó frustrada el 24 de diciembre, cuando el 2.º Ejército de Guardias al mando de Rodion Malinovsky, hizo retroceder a los alemanes 160 km.
Mientras tanto, la situación del 6.º Ejército dentro del kessel (en alemán, «caldera») de Stalingrado se deterioraba rápidamente. Las promesas de Goering habían sido desmentidas por la realidad, ya que en la primera semana solamente se habían despachado 350 toneladas, la mitad de las necesidades diarias. En la segunda semana del cerco la cifra aumentó a 512 toneladas, estando todavía muy por debajo. Los soldados del 6.º Ejército recurrieron entonces a carne de caballo para complementar su ración diaria de 200 gramos de pan. Los prisioneros de guerra en manos alemanas contaron con una suerte peor: de los 3500 soldados rusos apresados en dos campos, solamente 20 sobrevivieron al hambre y al frío.
Incapaces de entender la negativa de Hitler a abandonar Stalingrado, el Alto Mando del 6.º Ejército aprovechó que el general Hans Valentin Hube iba a reunirse con Hitler en Rastenburgo para recibir las Hojas de Roble para su Cruz de Caballero, para instruirle acerca de la condición actual del ejército atrapado. El general Hube no logró convencer a Hitler, incluso le sugirió que terminase la guerra, pero fue en vano. Fuera del kessel, el general Kurt Zeitzler empezó a consumir la misma ingesta diaria de calorías que los hombres del 6.º Ejército, en un intento de persuadir a Hitler de cumplir su promesa de no abandonar a Paulus y a sus hombres. Pero a pesar de perder peso rápidamente, Zeitzler no logró convencerlo.
El 6 de enero los soviéticos enviaron a su primera delegación para negociar la rendición del 6.º Ejército, pero los alemanes rehusaron recibirlos. El 9 de enero, Hube regresó al kessel con las malas noticias, pero Paulus decidió enviar a otro oficial, más joven, el capitán Winrich Behr. Behr partió el 12 de enero, llevando consigo el diario de guerra del 6.º Ejército, y se presentó ante Hitler en el Wolfsschanze. Behr explicó la situación con toda franqueza, ignorando al Mariscal de Campo Wilhelm Keitel, quien le dio un leve golpe para que se callara. Este último intento también fracasó, a pesar de que Hitler renovó a Behr sus promesas de salvar al 6.º Ejército.
Después de que la Operación Urano hubiera cercado el 6.º Ejército, y la Operación Saturno hubiera evitado su liberación, se lanzó la Operación Anillo para destruirlo. El general Rokosovski recibió 47 divisiones, 160 tanques y 300 aviones para lograrlo. La última ofensiva en Stalingrado se inició el 10 de enero. La artillería soviética destruyó rápidamente las defensas alemanas, y el cerco fue reducido rápidamente.
El 15 de enero, el general Paulus recibió las Hojas de Roble para su Cruz de Caballero, y otras 178 condecoraciones importantes fueron enviadas al 6.º Ejército.
El 24 de enero de 1943, la última pista de aterrizaje en Stalingrado fue tomada y dos días después el cerco fue dividido en dos.
El 30 de enero, el general Paulus fue promovido a Generalfeldmarschall (Mariscal de Campo). Hasta entonces ningún Mariscal de Campo alemán había sido capturado, y Paulus recibió esta promoción como una orden de suicidio. Paulus declaró entonces: "No tengo intenciones de dispararme por este cabo bohemio", en referencia a Hitler.
En la mañana del 31 de enero, el edificio de los grandes almacenes Univermag, donde estaban Paulus y su Estado Mayor, fue rodeado por unidades del 64.º Ejército del general Mijaíl Shumilov.
El 2 de febrero, el 6.º Ejército se rindió, habiendo muerto 147 000 soldados y siendo capturados otros 90 000.

### Ucrania (Unión Soviética): marzo de 1943 - agosto de 1944
El 6 de marzo de 1943, el 6.º Ejército de Alemania fue vuelto a crear desde el Destacamento de Ejército Hollidt (Armeeabteilung Hollidt), comandado por el Generaloberst Karl-Adolf Hollidt. Este destacamento había estado defendiendo el río Chir contra la nueva ofensiva soviética en diciembre de 1942, pero fue obligado a retroceder al río Donets, a pesar de las demandas de Hitler de mantener su posición.
Para el 18 de marzo, el grueso del nuevo 6.º Ejército se encontraba detrás del río Mius, cubriendo el frente desde Lugansk hasta Rostov del Don, que se acababa de perder. El flanco izquierdo del 6.º Ejército era cubierto por el 1.º Ejército Panzer, y su flanco derecho colindaba con el mar de Azov. El frente se mantuvo estable hasta finales de agosto, debido a que las miradas de Hitler y Stalin se encontraban fijas en el saliente de Kursk, formado en la última contraofensiva de Manstein en Járkov, que había salvado el frente alemán.
Lamentablemente para las fuerzas alemanas, la arriesgada apuesta de Hitler de concentrar la mayoría de sus divisiones de tanques alrededor de Kursk fue descubierta por el enemigo, y la batalla de Kursk no arrojó los resultados buscados por el dictador. En el centro, el frente alemán se desmoronó quedando expuestos los flancos del 6.º Ejército y el 1.º Ejército Panzer. El 6.º Ejército fue atacado por el Frente Sur de Fiódor Tolbujin el 18 de agosto, pero las fuerzas de Hollidt lograron retroceder hasta la línea Panther-Wotan, todavía en construcción.
El 13 de octubre, el Frente de Tolbujin, ahora llamado 4.º Frente Ucraniano, reemprendió el asalto contra la línea Panther-Wotan, y logró hacer retroceder al 6.º Ejército hasta el río Dniéper a inicios de noviembre (véase Batalla del Dnieper). Dicha maniobra fue tan rápida que el Grupo de Ejércitos A, conformado por el 17.º Ejército, quedó aislado en Crimea.
El 6.º Ejército se enfrascó entonces una batalla defensiva en Nikopol, protegiendo el cruce del gran río ruso en el sur. Sus esfuerzos fueron en vano, ya que al norte, el 1.º Ejército Panzer empezó a retroceder, incapaz de contener los ataques rusos contra Krivói Rog.
A inicios de febrero de 1944 los alemanes abandonaron Nikopol, mientras contribuían en la defensa de Krivói Rog, con las constante amenaza de ser rodeados por el 8.º Ejército de Guardias de Chuikov. El 1 de marzo el frente alemán colapsó y el 6.º Ejército alcanzó el río Bug el 26 de marzo. El día anterior Hitler había reemplazado al general Hollidt por el general Sigfrid Henrici.
El nuevo comandante, Heinrici, tampoco pudo cambiar la situación en el frente, y fue reemplazado el 7 de abril por el general Maximilian de Angelis.
Durante el mes de abril, el 6.º Ejército retrocedió a través de Transnistria, llegando al bajo Dniéster a mediados de mayo. Allí mantuvo una posición defensiva con los flancos protegidos por ejércitos rumanos y húngaros.
Mientras el enemigo se encontraba distraído por la operación Bagration al norte, el 6.º Ejército libró una serie de pequeños asaltos para mejorar su posición, ya que se encontraban justo delante de la Besarabia, es decir, a punto de abandonar la Unión Soviética.

### Balcanes (Rumanía y Hungría): agosto de 1944 - mayo de 1945
El nuevo comandante del 6.º Ejército, el general Maximilian Fretter-Pico, recibió esta unidad en una posición crítica. Dos poderosos frente soviéticos, los 2.º y 3.º Frentes Ucranianos, amenazaban sus débilmente protegidos flancos.
El 21 de agosto de 1944 se reinició la ofensiva soviética en Besarabia, y en sólo dos días el 6.º Ejército se encontraba enfrentándose de nuevo a un cerco de hasta 100 km de profundidad, esta vez centrado alrededor de Chisináu. Esta vez el 6.º Ejército no se encontraba solo, sino que el 8.º Ejército, y los ejércitos rumanos 3.º y 4.º también estaban siendo rodeados y diezmados. Entre los cuatro cuerpos del 6.º Ejército atrapados alrededor de Chisináu estaba una de sus principales unidades, la 13.ª División Panzer.
Enfocados en continuar el avance, la Stavka permitió aflojar la presión sobre el segundo cerco del 6.º Ejército, acción que fue aprovechada por el comandante Fretter-Pico para intentar abrirse paso hacia el Oeste. No obstante, el 5 de septiembre, el XXIII Cuerpo de Tanques enemigo fue enviado a reducir al 6.º Ejército, que fue aniquilado a orillas del río Siret.
Esta derrota en la Besarabia trajo como consecuencia que el dictador Ion Antonescu fuera derrocado el 23 de agosto, y el Reino de Rumanía se convirtió en aliado de la Unión Soviética. Esto significó que los restos del 6.º Ejército tuvieron que escapar rápidamente hacia Hungría, ya que con este cambio de bando, los Balcanes se abrieron al Ejército Rojo.
Después de defender sin éxito el sector Oradea-Cluj en la frontera rumano-húngara (véase batalla de Debrecen), el 6.º Ejército, retrocedió hacia Budapest, ciudad que debía defender con la ayuda del 8.º Ejército. El 20 de diciembre, ambos ejércitos recibieron la principal embestida enemiga hacia Budapest, que alcanzó el Danubio en dos puntos. El 6.º Ejército retrocedió, dejando a varias unidades aisladas en la ciudad (véase Batalla de Budapest). Como respuesta a sus derrotas, Hitler removió al general Fretter-Pico del mando y lo reemplazó por el general Hermann Balck.
De nuevo, la atención del enemigo se centró en el norte, lo que significó un respiro para el 6.º Ejército, que se encontraba detrás del lago Balatón. En marzo de 1945, se ordenó al general Balck que uniera esfuerzos con el 6.º Ejército Panzer para el lanzamiento de una nueva ofensiva al norte del lago, cuyo objetivo sería alcanzar Budapest de nuevo para intentar recuperar los pozos petrolíferos de Rumania.
El 6 de marzo comenzó la ofensiva del lago Balatón, pero el mal terreno y las posiciones defensivas de los soviéticos frustraron el ataque alemán, que fue cancelado el 15 de marzo.
El resto de la guerra, el 6.º Ejército se vio forzado a seguir retrocediendo hacia los Alpes.

## Comandantes
| Comandantes del 6.º Ejército Alemán durante la Primera Guerra Mundial |                         |                                            |       |
| Desde                                                                 | Hasta                   | Comandante                                 | Notas |
| 2 de agosto de 1914                                                   | 28 de agosto de 1916    | Kronprinz Ruperto de Baviera               |       |
| 28 de agosto de 1916                                                  | 22 de abril de 1917     | Generaloberst Ludwig von Falkenhausen      |       |
| 22 de abril de 1917                                                   | 9 de septiembre de 1917 | General der Infanterie Otto von Below      |       |
| 9 de septiembre de 1917                                               | 1 de enero de 1919      | General der Infanterie Ferdinand von Quast |       |

| Comandantes del 6.º Ejército Alemán durante la Segunda Guerra Mundial |                         |                                                |                                                                                             |
| Desde                                                                 | Hasta                   | Comandante                                     | Notas                                                                                       |
| 10 de octubre de 1939                                                 | 6 de enero de 1942      | Generalfeldmarschall Walther von Reichenau     | Formado como 10.º Ejército.                                                                 |
| 6 de enero de 1942                                                    | 3 de febrero de 1943    | Generalfeldmarschall Friedrich Paulus          | Fue hecho prisionero de guerra en la batalla de Stalingrado. El 6.º Ejército fue destruido. |
| 5 de marzo de 1943                                                    | 22 de noviembre de 1943 | Generaloberst Karl-Adolf Hollidt               | El 6.º Ejército fue formado de nuevo a partir del Grupo Hollidt (Armeeabteilung Hollidt).   |
| 22 de noviembre de 1943                                               | 19 de diciembre de 1943 | General der Artillerie Maximilian de Angelis   |                                                                                             |
| 19 de diciembre de 1943                                               | 25 de marzo de 1944     | Generaloberst Karl-Adolf Hollidt               |                                                                                             |
| 25 de marzo de 1944                                                   | 7 de abril de 1944      | General der Panzertruppen Sigfrid Henrici      |                                                                                             |
| 8 de abril de 1944                                                    | 17 de julio de 1944     | General der Artillerie Maximilian de Angelis   |                                                                                             |
| 18 de julio de 1944                                                   | 22 de diciembre de 1944 | General der Artillerie Maximilian Fretter-Pico |                                                                                             |
| 23 de diciembre de 1944                                               | 8 de mayo de 1945       | General der Panzertruppen Hermann Balck        |                                                                                             |

## Orden de Batalla

### Segunda Guerra Mundial

#### Batalla de Francia
| Orden de Batalla para el 10 de mayo de 1940                                              |                                             | |
| Comandante en Jefe: Generaloberst Walther von Reichenau                                  |                                             | |
| Jefe de Estado Mayor: Tte.Gen. Friedrich Paulus                                          |                                             | |
| Jefe de Operaciones: Oberst Anton-Reichard Freiherr von Mauchenheim genannt Bechtolsheim |                                             | |
| Cuerpo                                                                                   | Comandante                                  | Composición |
| IV Cuerpo                                                                                | General der Infanterie Viktor von Schwedler | 4.ª División Panzer: Mayor.Gen. Johann Joachim Stever 7.ª ID: Mayor.Gen. Eccard Frhr von Gablenz 18.ª ID: Mayor.Gen. Friedrich-Karl Cranz 35.ª ID: Tte.Gen. Hans Wolfgang Reinhard Plana Mayor de los Regimientos de Artillería motorizados 69, 627 787. Reservas: 61.ª ID: Tte.Gen. Siegfried Hänicke. |
| IX Cuerpo                                                                                | General der Infanterie Hermann Geyer        | 30.ª ID: Tte.Gen. Kurt von Briesen 56.ª ID: Mayor.Gen. Karl Kriebel Plana Mayor del Regimiento de Artillería motorizado 617. Reservas: 216.ª ID: Tte.Gen. Hermann Böttcher |
| XI Cuerpo                                                                                | Tte.Gen. Joachim von Kortzfleish            | 14.ª ID: Tte.Gen. Peter Weyer 19.ª ID: Tte.Gen. Otto von Knobelsdorff 31.ª ID: Tte.Gen. Rudolf Kaempfe Plana Mayor del Regimiento de Artillería motorizado 606. |
| XXVII Cuerpo                                                                             | General der Infanterie Alfred Wager         | 253.ª ID: Tte.Gen. Fritz Kühne 269.ª ID: Mayor.Gen. Ernst-Eberhard Hell Plana Mayor de los Regimientos de Artillería motorizados 614 y 783. |
| XVI Cuerpo Motorizado Bajo control del Grupo de Ejércitos B                              | General der Kavallerie Erich Hoepner        | 3.ª División Panzer: Mayor.Gen. Horst Stumpff |
| Reservas                                                                                 |                                             | |
|                                                                                          |                                             | 255.ª ID: Mayor.Gen. Wilhelm Wetzel |
| Reservas del Grupo de Ejércitos B                                                        |                                             | 20.ª ID (motoriz.): Tte.Gen. Mauritz von Wiktorin |
| I Cuerpo Reservas del Grupo de Ejércitos B                                               | Tte.Gen. Kuno von Both                      | 1.ª ID: Mayor.Gen. Philipp Kleffel 11.ª ID: Tte.Gen. Herbert von Böckmann 223.ª ID: Tte.Gen. Paul-Willi Körner |
| Fuente: Axis History Factbook.                                                           |                                             | |

#### Invasión de Inglaterra
| Orden de Batalla planteado (operación suspendida)                                        |                                                             |                                                                                        |
| Comandante en Jefe: Generaloberst Walther von Reichenau                                  |                                                             |                                                                                        |
| Jefe de Estado Mayor: Oberst Ferdinand Heim                                              |                                                             |                                                                                        |
| Jefe de Operaciones: Oberst Anton-Reichard Freiherr von Mauchenheim genannt Bechtolsheim |                                                             |                                                                                        |
| Cuerpo                                                                                   | Comandante                                                  | Composición                                                                            |
| II Cuerpo                                                                                | General der Infanterie Walter Graf von Brockdorff-Ahlefeldt | 6.ª ID: Tte.Gen. Arnold Freiherr von Biegeleben 256.ª ID: Mayor.Gen. Gerhard Kauffmann |
| Fuente: Axis History Factbook.                                                           |                                                             |                                                                                        |

#### Invasión de la Unión Soviética
| Orden de Batalla planteado para el 22 de junio de 1941         |                                               | |
| Comandante en Jefe: Generalfeldmarschall Walther von Reichenau |                                               | |
| Jefe de Estado Mayor: Oberst Ferdinand Heim                    |                                               | |
| Jefe de Operaciones: Oberst Helmuth Voelter                    |                                               | |
| Cuerpo                                                         | Comandante                                    | Composición |
| Desde el 08/08/1941: IV Cuerpo                                 | General der Infanterie Victor von Schwedler   | 9.ª ID: Mayor.Gen. Siegmund Freiherr von Schleinitz 9.ª ID: Tte.Gen. Erich Schröck 68.ª ID: Tte.Gen. Georg Braun 94.ª ID: Mayor.Gen. Georg Pfeiffer 132.ª ID: Mayor.Gen. Rudolf Sintzenich                                                                    |
| XVII Cuerpo                                                    | General der Infanterie Werner Kienitz         | 56.ª ID: Tte.Gen. Karl von Oven 62.ª ID: General der Artillerie Walter Keiner Posteriores adiciones: 298.ª ID: Mayor.Gen. Walther Gräßner (27/06/41) 99.ª leichte ID: Tte.Gen. Kurt von der Chevallerie (01/07/41) 79.ª ID: Tte.Gen. Karl Strecker (08/08/41) |
| Desde el 08/08/1941: XXXIV Cuerpo                              | General der Infanterie Hermann Metz           | 111.ª ID: Tte.Gen. Otto Stapf 262.ª ID: Tte.Gen. Wilhelm Stemmermann |
| Desde el 27/06/1941: XXIX Cuerpo                               | General der Infanterie Hans von Obstfelder    | 44.ª ID: Tte.Gen. Friedrich Siebert 299.ª ID: Tte.Gen. Willi Moser Posteriores adiciones: 99.ª leichte ID: Tte.Gen. Kurt von der Chevallerie (08/08/41) 5.ª ID: Mayor.Gen. Karl Allmendinger (08/08/41) 71.ª ID: Mayor.Gen. Alexander von Hartmann (08/08/41) |
| XXXXIV Cuerpo                                                  | General der Infanterie Friedrich Koch         | 9.ª ID: Mayor.Gen. Siegmund Freiherr von Schleinitz 297.ª ID: Tte.Gen. Max Pfeffer Posteriores: 57.ª ID: Tte.Gen. Oskar Blümm (27/06/41) |
| Desde el 08/08/1941: LI Cuerpo                                 | General der Infanterie Hans-Wolfgang Reinhard | 98.ª ID: Tte.Gen. Erich Schröck 113.ª ID: Tte.Gen. Friedrich Zickwolff 262.ª ID: Tte.Gen. Edgar Theißen |
| LV Cuerpo                                                      | General der Infanterie Erwin Vierow           | Posteriores: 75.ª ID: Tte.Gen. Ing. Ernst Hammer (27/06/41) 111.ª ID: Tte.Gen. Otto Stapf (27/06/41) Posteriores adiciones: 44.ª ID: Tte.Gen. Friedrich Siebert                                                                                               |
| Control directo del 6.º Ejército                               |                                               | 213.ª Sich.Div.: Tte.Gen. Rene de l' Homme de Courbiere 168.ª ID: Tte.Gen. Dr. Hans Mundt Posteriores adiciones: 294.ª ID: Tte.Gen. Otto Gabcke |
| Fuente: The Battle of Stalingrad. Der Deutschen Wehrmacht.     |                                               | |